# Squadra e compasso

Squadra e Compasso sovrapposti, con la lettera G nel mezzo.

Il simbolo squadra e compasso è uno dei più noti emblemi della massoneria. Insieme con il Libro della legge sacra, la squadra e il compasso compongono le grandi luci della libera muratorìa.

## Storia

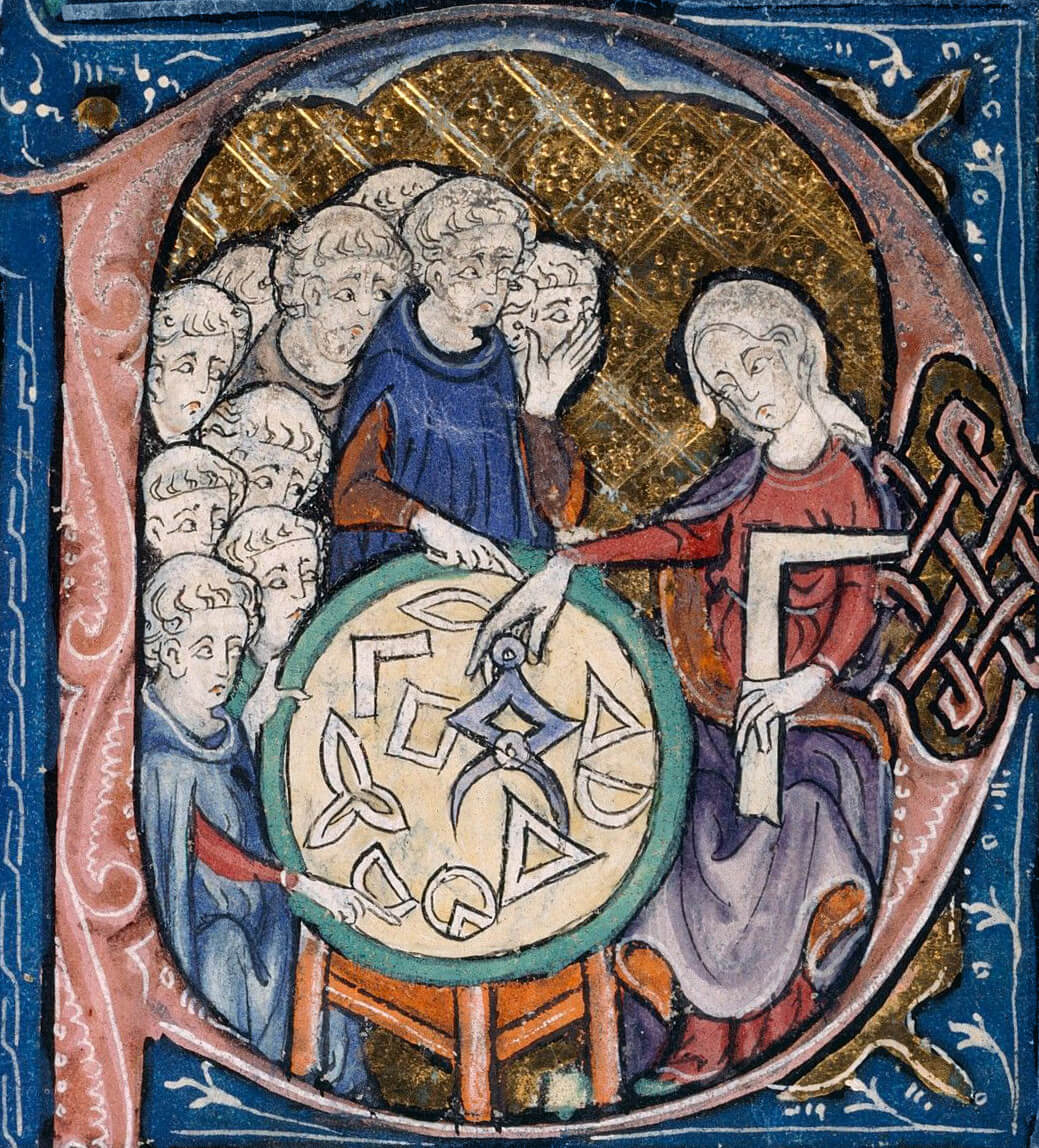
L'abbinamento di squadra e compasso è un simbolismo ricorrente da tempo nelle arti, come in questa illustrazione medievale degli Elementi di Euclide, dove compaiono in mano ad una figura magistrale femminile.

Composto da due utensili da lavoro dell'architetto, e dei muratori, tale simbolo si lega direttamente alla massoneria cosiddetta operativa, legata alla figura di Hiram Abif. I simboli vennero congiuntamente utilizzati insieme già a partire dal XVII secolo, ma è solamente nel secolo successivo che essi vengono effettivamente codificati, insieme agli altri simboli massonici.

## Utilizzo simbolico
Nel complesso simbolismo massonico, essendo la massoneria non dogmatica, non v'è interpretazione data come legge per alcuno di questi simboli. La squadra è talora detta rappresentare la materia, ed il compasso lo spirito o la mente. Ancora, la squadra può esser detta rappresentare il mondo del concreto, o la misura della realtà oggettiva, mentre il compasso rappresenta l'astrazione, o giudizio soggettivo o possono anche simboleggiare l'opera creativa di Dio. 
Il compasso può essere sottoposto, sovrapposto o intrecciato alla squadra, a voler significare l'interdipendenza fra i due, posizioni diverse indicano anche gradi differenti. Squadra e Compasso vengono spesso accompagnati dalla lettera G, simbolo anch'esso non unanimemente interpretato: in Italia, ad esempio, è spesso intesa come lettera iniziale dell'acronimo G.A.D.U. (Grande Architetto dell'Universo); nel mondo anglosassone il riferimento è alla parola inglese God (in italiano: Dio) ma la lettera G può essere interpretata anche come geometria.

## Testimonianze nell'Età dei Lumi
Dalla Relazione della Compagnia de' Liberi Muratori (1746) attribuita a Valerio Angiolieri Alticozzi (ma di cui sono autori l'abate lucchese Carlo Antonio Giuliani e l'abate aretino Francesco Cecchi) si apprende che la stanza del Gran Maestro della loggia fiorentina era adornata da «una gran pietra rozza, una Squadra, una Scure e un Archipendolo» e che al «collo del Venerabile, appesi ad un nastro azzurro» pendevano «un Compasso, una Squadra, una Cazzuola d'oro, ovvero di rame dorato».

## Galleria d'immagini

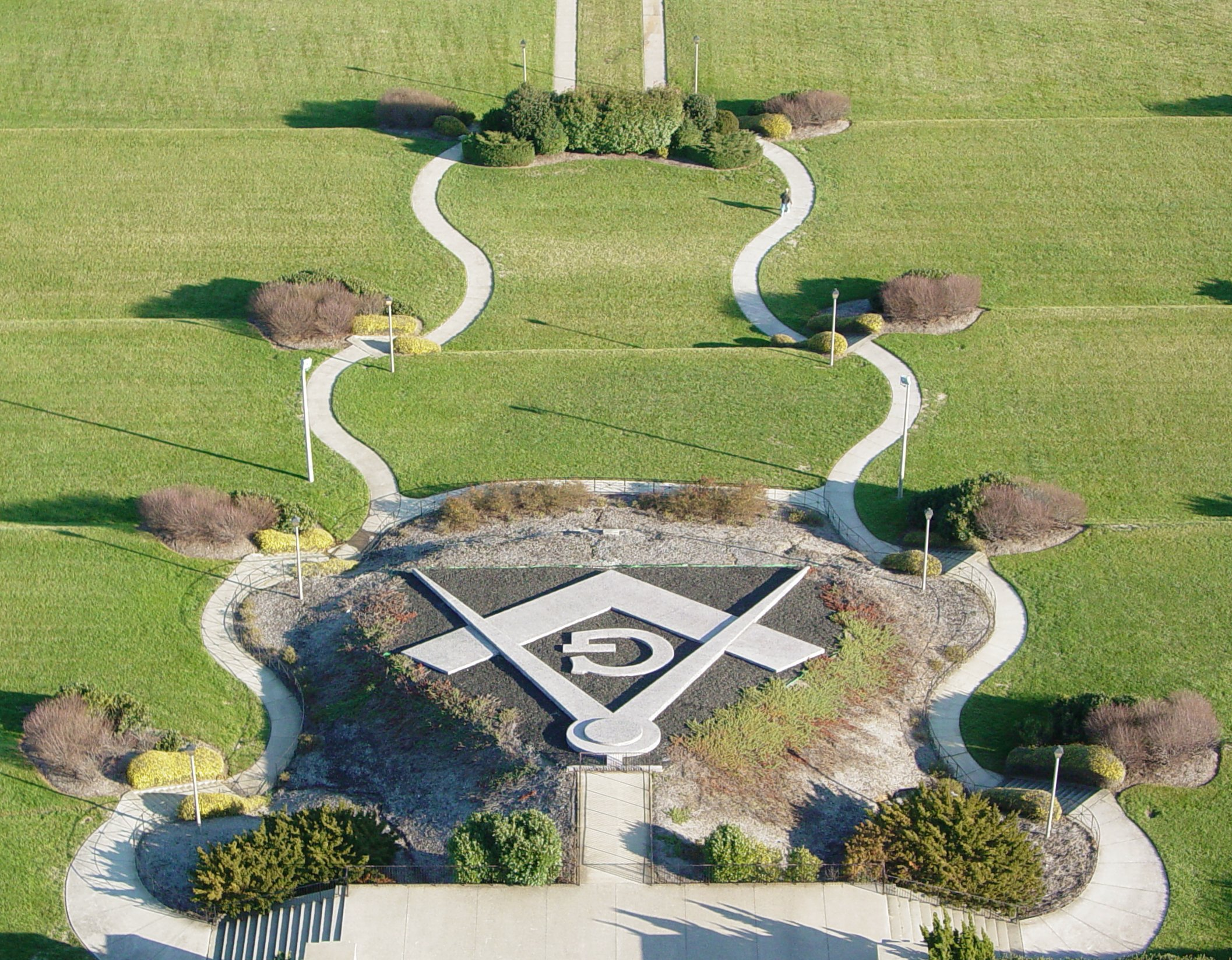
Giardini del George Washington Masonic National Memorial di Alexandria (Virginia)
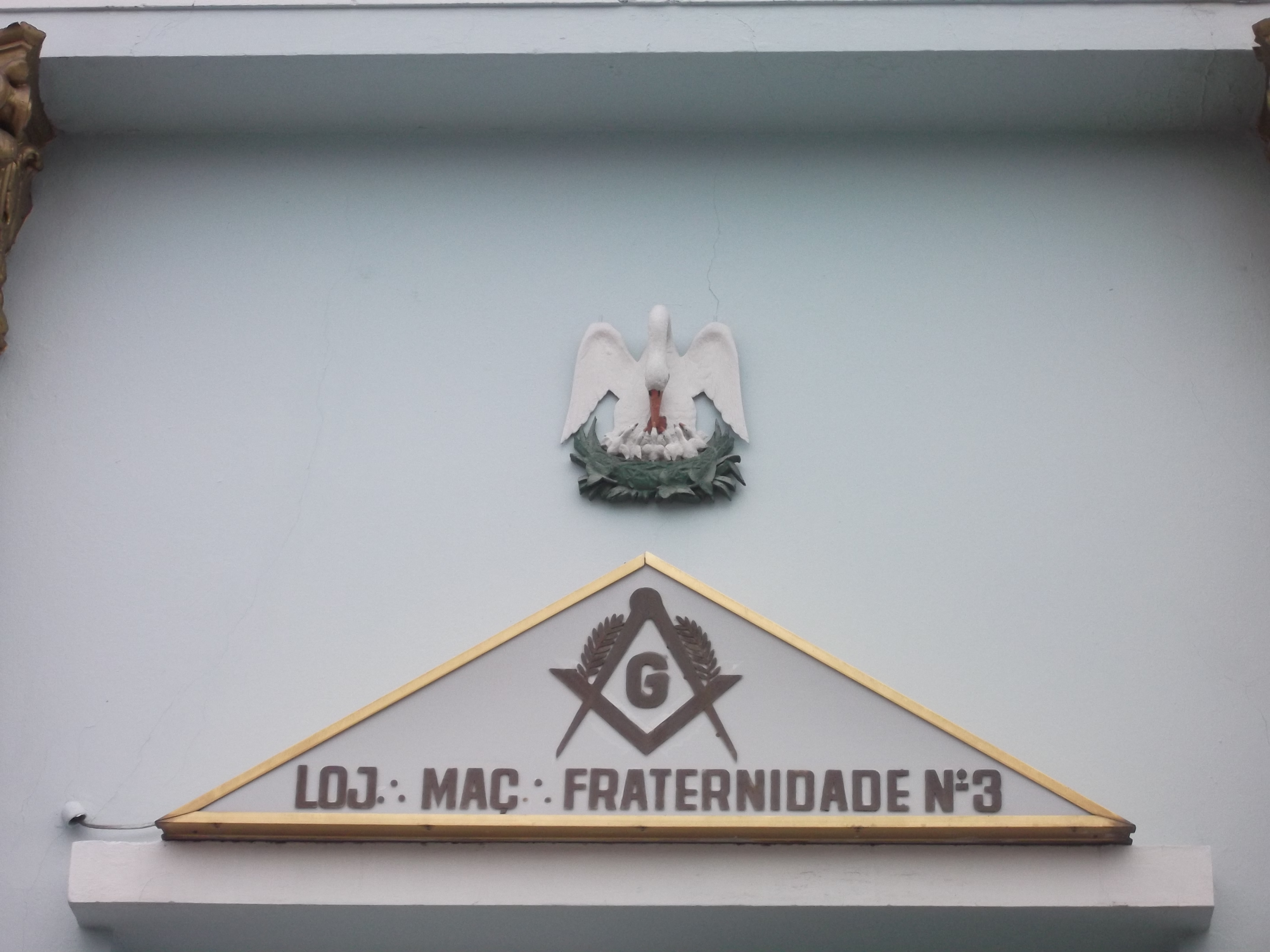
Il simbolo, all'ingresso della Loggia Fraternidade Nº 3, Pelotas, Brasile
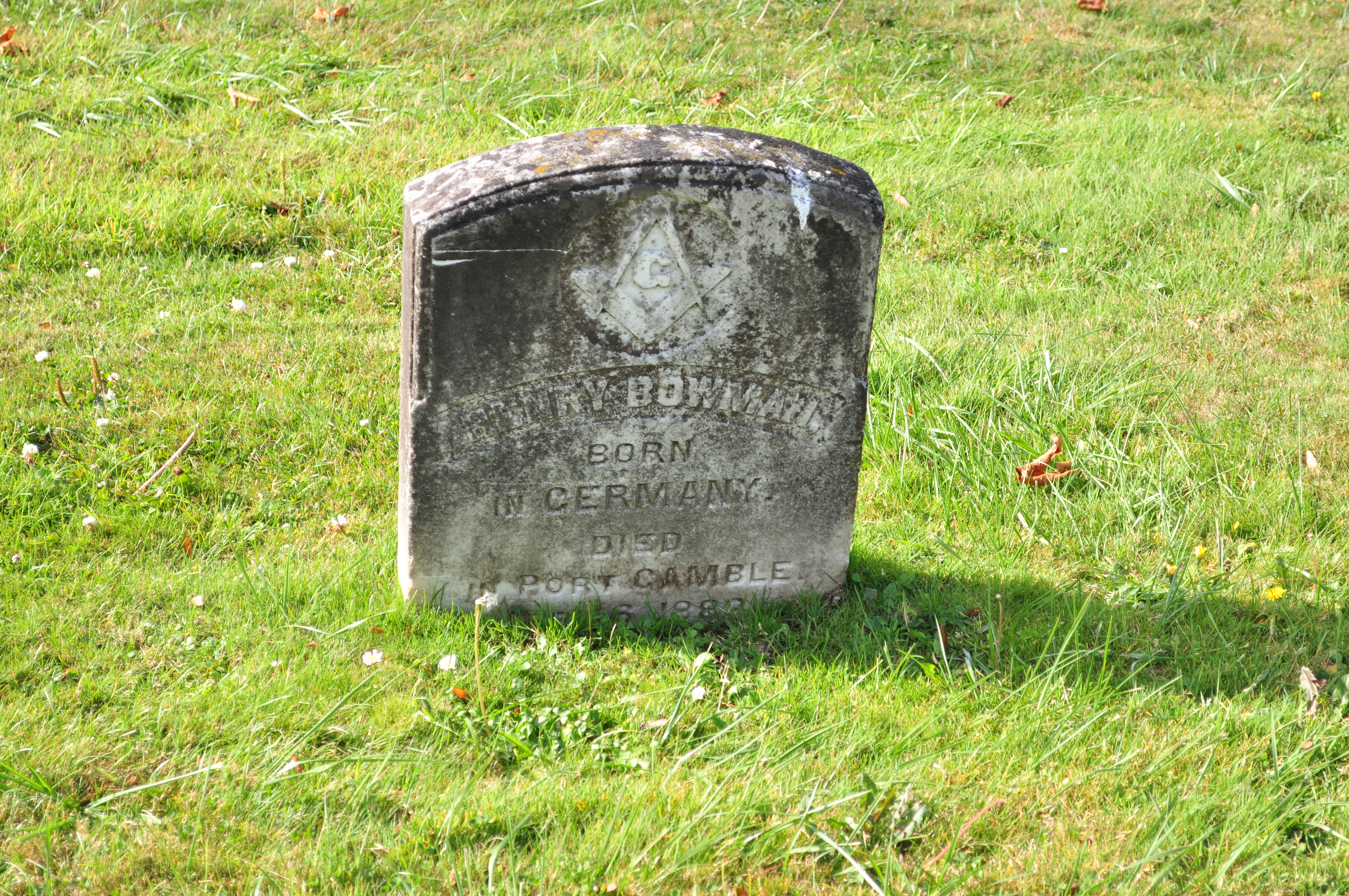
La simbologia della Squadra e Compasso su una lapide
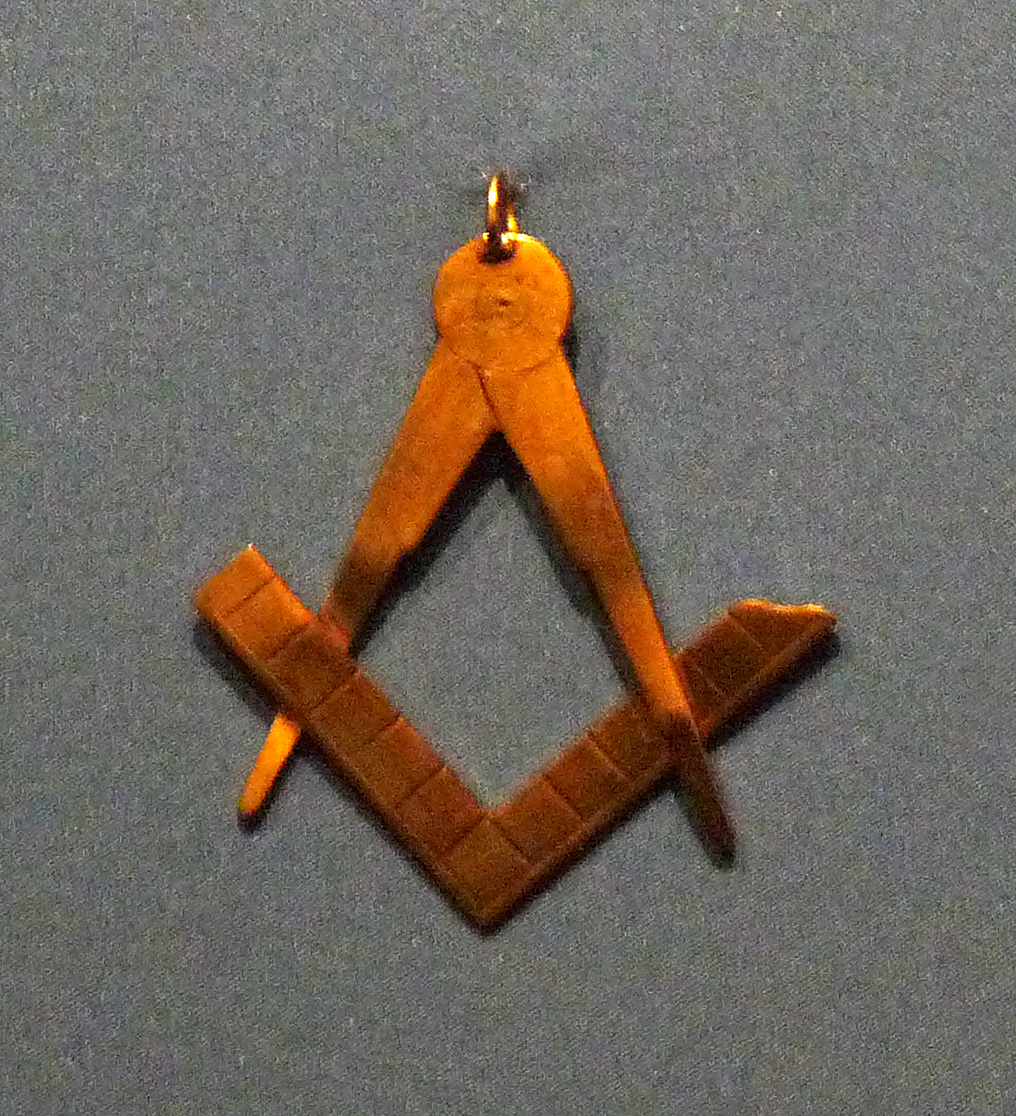
Gioiello a forma di Squadra e Compasso